# Jeffrey Thue
Jeffrey Thue (* 25. leden 1969 Regina, Kanada) je bývalý kanadský zápasník, volnostylař. V roce 1992 vybojoval na letních olympijských hrách v Barceloně stříbrnou medaili v supertěžké váze. V roce 1991 vybojoval bronz na mistrovství světa.